# 混音专辑
混音专辑（英語：Remix album）是由艺术家早期发行作品的混音或重新录制版本组成的音乐专辑。第一位采用这种格式发行音乐专辑的艺术家是美国创作歌手哈利·尼爾森1971年的《Aerial Pandemonium Ballet》。 而目前史上最畅销的混音专辑是迈克尔·杰克逊1997年的《Blood on the Dance Floor: HIStory in the Mix》。

## 歷史
哈利·尼爾森的《Aerial Pandemonium Ballet》(1971)被認爲是第一張混音專輯，它是在專輯《The Point!》(1970)的成功之後發佈的。
在20世紀80年代，唱片公司將幾種流行舞曲、浩室音樂和科技舞曲等組成一張全長專輯，以在目錄和資產負債表中加入相對低開銷的內容。
珍妮佛·羅培茲的《J to tha L-O! The Remixes》(2002)列入金氏世界紀錄，成爲歷史上第一張在告示牌專輯榜上排名第一的混音專輯。